# Holy Wars... The Punishment Due
"Holy Wars... The Punishment Due" (poznata i samo kao "Holy Wars")  prva je pjesma s albuma Rust in Peace, thrash metal sastava Megadeth iz 1990. godine. Pjesma ima neobičnu strukturu: započinje s brzom thrash sekcijom, pa do 2:26 gdje Marty Friedman preuzima na akustičnoj gitari. Zatim sporija i heavy sekcija naziva "The Punishment Due", nakon čega slijede dvije gitarske solo dionice koje sviraju Friedman i Dave Mustaine. Pjesma je među obožavateljima zvana samo "Holy Wars".
Tekst pjesme je o globalnom vjerskom sukobu, osobito o Izraelu i Sjevernoj Irskoj. U intervjuu s britanskim magazinom Guitarist, Dave Mustaine rekao je da je bio inspiriran napisati pjesmu u Sjevernoj Irskoj, kada je otkrio da se Megadeth majice ilegalno prodaju no nije to mogao spriječiti jer su navodno bile dio akcije prikupljanja sredstava "The Cause". "The Punishment Due" je bazirano na popularnom Marvel strip liku, Punisher.
Glazbeni video za "Holy Wars... The Punishment Due" snimljen je u kolovozu 1990. godine. Prikazuje snimke raznih oružanih sukoba i sastav dok izvodi pjesmu.

## Popis singlova
7" izdanje
1. Holy Wars... The Punishment Due
2. Lucretia

12" izdanje
1. Holy Wars... The Punishment Due
2. Interview with Dave Mustaine

12" izdanje
1. Holy Wars... The Punishment Due
2. Lucretia
3. Interview with Dave Mustaine (uređen)

CD izdanje
1. Holy Wars... The Punishment Due
2. Lucretia
3. Interview with Dave Mustaine (uređen)

## Zasluge
- Dave Mustaine – glavni vokali, glavna gitara
- David Ellefson – bas-gitara, prateći vokali
- Nick Menza – bubnjevi, udaraljke
- Marty Friedman – glavna gitara